# Encyclia argentinensis
Encyclia argentinensis é uma espécie de planta do gênero Encyclia e da família Orchidaceae. 

## Taxonomia
A espécie foi descrita em 1952 por Frederico Carlos Hoehne. 
Os seguintes sinônimos já foram catalogados:  
- Epidendrum argentinense  Speg.
- Encyclia burle-marxii  Pabst
- Encyclia clovesiana  L.C.Menezes & V.P.Castro
- Encyclia confusa  L.C.Menezes
- Encyclia goyazensis  L.C.Menezes
- Encyclia meneziana  J.González
- Encyclia pedra-azulensis  L.C.Menezes
- Encyclia perazolliana  J.González
- Encyclia piracanjubensis  L.C.Menezes
- Encyclia saltensis  Hoehne
- Encyclia santos-dumontii  L.C.Menezes
- Encyclia schmidtii  L.C.Menezes

A variação na morfologia floral, especialmente do labelo, em E. argentinensis levou essa espécie a ser publicada como muitos
táxons diferentes. Apesar das diferenças marcantes de tamanho do labelo e forma do lobo mediano (elíptico, oval ou arredondado), todos os táxons
apresentam calo com ápice trífido e ocorreram juntos no estudo filogenético
realizado em 2014, cuja análise foi feita incluindo três exemplares
dentre os seus morfotipos, apoiando a decisão da extensa sinonímia para E. argentinensis proposta por Meneguzzo et al. baseados, além da morfologia do calo do labelo, no período de floração próxima e na distribuição
dos espécimes. 

## Forma de vida
É uma espécie epífita e herbácea. 

## Descrição
| Caule                                        | Caule                      |
| -------------------------------------------- | -------------------------- |
| forma do pseudobulbo                         | cônico                     |
| Folha                                        |                            |
| forma da folha                               | oblonga                    |
| Inflorescência                               |                            |
| tipo de inflorescência                       | racemo duplo               |
| Flor                                         |                            |
| forma das pétalas                            | espatulada                 |
| posição das pétalas                          | ereta                      |
| margem das pétalas                           | inteira/levemente serreada |
| fusão entre os lobo lateral e o lobo mediano | livre                      |
| forma do lobo lateral                        | oblongo/dimidiado          |
| lobo lateral sobreposto no lobo mediano      | não                        |
| margem dos lobo lateral                      | inteira                    |
| forma do lobo mediano                        | arredondado/oval/elíptico  |
| posição do lobo mediano                      | plano                      |
| margem do lobo mediano                       | levemente ondulado         |
| ápice do lobo mediano                        | obtuso/mucronado           |
| ápice do calo do labelo                      | trífido                    |
| número de dente no ápice do clinândrio       | 3                          |
| ápice dos dentes lateral do clinândrio       | agudo                      |
| forma dos braço da coluna                    | oval                       |
| gancho no estigma                            | presente                   |
| número de antera                             | 1                          |

## Conservação
A espécie faz parte da Lista Vermelha das espécies ameaçadas do estado do Espírito Santo, no sudeste do Brasil. A lista foi publicada em 13 de junho de 2005 por intermédio do decreto estadual nº 1.499-R. 

## Distribuição
A espécie é encontrada nos estados brasileiros de Distrito Federal, Espírito Santo, Goiás, Minas Gerais, Mato Grosso do Sul, Mato Grosso, Paraná, Rondônia, São Paulo e Tocantins. 
A espécie é encontrada nos  domínios fitogeográficos de Floresta Amazônica, Cerrado e Mata Atlântica, em regiões com vegetação de cerrado e mata ciliar.